# Zatîșșea, Bârzula
Zatîșșea (în ucraineană Затишшя) este un sat în comuna Cuialnic din raionul Bârzula, regiunea Odesa, Ucraina.

## Demografie
Componența lingvistică a localității Zatîșșea
     Ucraineană (91,38%)
     Română (6,32%)
     Rusă (1,72%)
Conform recensământului din 2001, majoritatea populației localității Zatîșșea era vorbitoare de ucraineană (91,38%), existând în minoritate și vorbitori de română (6,32%) și rusă (1,72%).